# Squadra danese di Fed Cup
La squadra danese di Fed Cup rappresenta la Danimarca nella Fed Cup, ed è posta sotto l'egida della Dansk Tennis Forbund.
Essa partecipa alla competizione dal 1963, anno della prima edizione, e ad oggi il suo miglior risultato sono le semifinali raggiunte nel 1976 e nel 1988.
Le danesi sono retrocesse al Gruppo II della zona Euro-Africana nel 2011.

## Organico 2011
Aggiornato ai match del gruppo I (3-5 febbraio 2011). Fra parentesi il ranking della giocatrice nei giorni della disputa degli incontri.
- Caroline Wozniacki (WTA #1)
- Karen Barbat (WTA #606)
- Mai Grage (WTA #936)
- Cecilie Lundgaard Melsted (WTA #)

## Ranking ITF
- Il prossimo aggiornamento del ranking è previsto per il mese di febbraio 2012.

| Danimarca nel Ranking ITF (aggiornata al 7 novembre 2011) |           |        |                           |
| Pos                                                       | Squadra   | Punti  | Gruppo                    |
| 50                                                        | Venezuela | 579.25 | Gruppo I - Americhe       |
| 51                                                        | Hong Kong | 569.00 | Gruppo II - Asia/Oceania  |
| 52                                                        | Ecuador   | 563.00 | Gruppo II - Americhe      |
| 53                                                        | Danimarca | 547.50 | Gruppo II - Europa/Africa |
| 54                                                        | Finlandia | 500.75 | Gruppo II - Europa/Africa |
| 55                                                        | Georgia   | 473.00 | Gruppo II - Europa/Africa |
| 56                                                        | Bolivia   | 444.50 | Gruppo I - Americhe       |